# Kozma Ferenc (mezőgazdász)
Leveldi Kozma Ferenc Albert (Sőrnye puszta, Somogy vármegye, 1826. szeptember 19. – Mezőhegyes, Békés vármegye, 1892. július 6.) földművelésügyi miniszteri titkár, majd tanácsos, aki sokat tett a magyar lótenyésztés  fellendítéséért. A munkája révén híressé vált magyar lófajták, a kisbéri angol telivér és az angol félvér, a bábolnai shagya-arab, a mezőhegyesi gidrán, nóniusz és angol félvér (furioso-north star), valamint Fogarason a lipicai.

## Életpályája
A régi dunántúli református nemesi származású leveldi Kozma család sarja. Édesapja, leveldi Kozma Ferenc, Somogy vármegyei földbirtokos, aki ügyvéd volt Kaposváron, édesanyja, nemes Dienes Antónia volt. 1826. szeptember 19-én született a Somogy vármegyei Sőrnye pusztán.  Testvérbátyja Kozma Sándor, későbbi főügyész volt. Középiskolásként – Petőfihez és Jókaihoz hasonlóan – Pápán, a református gimnáziumban tanult. A gimnázium elvégzése után a belovai katonai intézet hallgatója lett. 1843-ban tiszti növendékként lépett be a 6. (varasd-szentgyörgyi) határőr gyalogezredbe. 1845-ben felvették a bécsi nemesi testőrség állományába mint hadnagyot.
Mivel hazafias érzelme mindennél erősebb volt, 1848-ban a szabadságharc hírére – lovával együtt – hazaszökött és szeptember 27-én már a XVI. honvéd zászlóaljban találjuk, mint honvéd főhadnagyot. 1849. április 19-én a nagysallói csatában megsebesült. Felgyógyulása után tovább harcolt a Kmetty hadosztályban. A világosi fegyverletétel után bujdosni kényszerült, majd a Fejér vármegyei Baracskán telepedett le. Megházasodott és felesége, Domokos Judit birtokán gazdálkodott tovább.
1861-től részt vett a megyei közéletben, főszolgabíróvá választották, de az alkotmányos élet megszűntével ismét birtokára vonult vissza. A provizórium alatt a Budai Helytartótanács titkára, majd 1867-től az Földművelésügyi Minisztérium lótenyésztési főosztályának vezetője volt.
1868-ban magyar-osztrák vegyes bizottság szállt ki Mezőhegyesre az ingó és ingatlan vagyon számbavételére. A magyar bizottság vezetője Kozma Ferenc volt. 1869. január 1-jén történt Mezőhegyes végleges átadása magyar vezetésbe. Kozma Ferenc azonnal megkezdte a méntelepek újjászervezését, nevezetesen Bábolnán tiszta arab, Kisbéren telivér angol, Mezőhegyesen és Fogarason többféle kitűnő fajtát hozott be, és nemes fajokból elárasztotta az országot elsőrendű ménlovakkal.
Az eredményeit megtekintő király 1872. májusban, ott helyben kinevezte miniszteri tanácsossá, ezt követte a Szent István-rend és több külföldi rendjel. Sikeres működése legfényesebb eredménye volt az 1885-ös országos kiállításon felmutatott lókiállítás, amely a maga nemében páratlan volt Európában. 
Kozma legjobb munkatársa Mezőhegyesen Gluzek Gyula igazgató és gróf D'Orsay Olivér ménesparancsnok volt. 
Minden évben nyár elején végig járta a ménestelepeket és birtokokat, hogy a méneseket osztályozza és selejtezze, a gazdaságokat elrendezze. Ilyen szemleúton halt meg 1892. július 6-án Mezőhegyesen, ahol az 1898. május 23-án leleplezett, Zala György készítette díszes emlékszobra áll. Emlékszobrot emeltek neki Kisbéren, valamint 2017-ben Kaposváron is, Baracskán pedig sírját közadakozásból készült oszlop jelöli. 2018-ban életműve megkapta az Örökségünk – Somogyország Kincse kitüntető elismerést is.
a legnagyobb kétkedőket is csakhamar meglepte az a haladás, melyet a ménestelepek aránylag igen rövid időn felmutattak. Az a szerény titkár a magyar lótenyésztés világhíre megalapítójának bizonyult, 1868-ban rögtön az átvétel után hozzálátott a telepek újjászervezéséhez. Bábolnán tiszta arab, Kisbéren telivér angol, Mezőhegyesen Nonius, Gidran, Furiozo lófajokat hozott be, Fogarason pedig a kitűnő lipizzai fajtát, s e kitűnő választékból aztán csakhamar elárasztották az országot a legelső rendű ménlovakkal. A Kozma különös érdeme, hogy rendkívül szerencsés kézzel tudta kiválasztani és a külföldről beszerezni azokat a telivér elsőrendű apalovakat, melyektől aztán úgy a külföldi, mint a hazai lóversenyeken kitűnt és híressé vált versenylovaink származtak. Angliából beszerezte Buccaneert, melyben egyesülve van a legjobb telivér keresztezés: a Stockwell- és a Newminster-vér. Beszerezte továbbá Doncaster, Verneuil, Ruperrot és Gunnersbury apa-méneket, melyeknek ivadékai a lóversenyek klasszikus földjén, Angliában is nagy hírt szereztek a Kozma által behozott keresztezési rendszernek.

## Házassága és gyermeke
Felesége Domonkos Judit volt. A házasságukból született:
- leveldi Kozma Flóra (1864-1925), akinek a férje bonyhádi Perczel Ferenc (1856-1914), az OMGE igazgató tanácsának tagja, a Magyar Mezőgazdák Szövetsége vezérigazgatója volt.[6]

## Művei

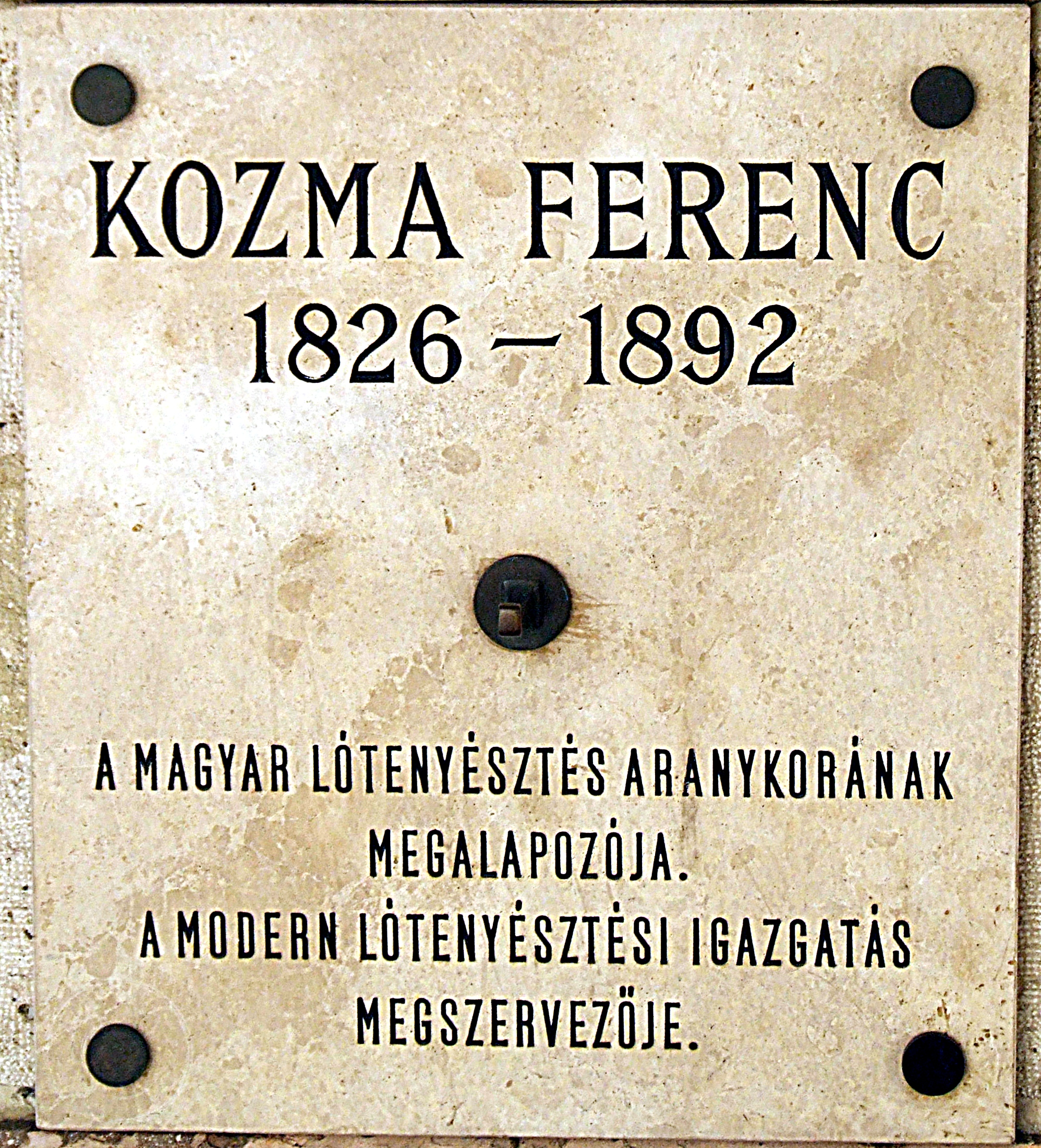
Emléktáblája
Kossuth Lajos rér 11.

- A földmívelési miniszterium lótenyésztési és állam-ménesügyi osztálya köréből. In: Vadász- és Versenylap, 1869.
- Nyilt levél dr. Czilchert Róbert úrhoz az álladalmi lótenyészintézetek ügyében. In: Vadász- és Versenylap, 1871.
- Válasz N. E. Turfparallelen c. cikkére. In: Vadász- és Versenylap, 1873.
- Válasz egy pár szóra Fogaras érdekében. In: Vadász- és Versenylap, 1874.
- Nyilt levél országos lótenyésztésünk ügyében. In: Földmívelési Érdekeink, 1873.
- Válasz gróf Klobusiczky János urnak. In: Földmívelési Érdekeink, 1874.
- Miért nem nélkülözhetjük Bábolnát? In: Földmívelési Érdekeink, 1874.
- Végszavam Bábolna fentartása érdekében. In: Földmívelési Érdekeink, 1874.
- Lótenyészintézetek tárgyában előterjesztés. In: Földmívelési Érdekeink, 1875.
- Kozma Ferencz miniszteri tanácsosnak az 1875. máj. 8. Budapesten a köztelken tartott lótenyésztési értekezlet megnyitásánál az országos lótenyésztési intézetek állapotára nézve tett előterjesztése. Budapest, 1875.